# Thorny Roses DC Hildesheim
Der Thorny Roses Dartclub Hildesheim (meist kurz Thorny Roses DC Hildesheim) ist ein deutscher Dartverein aus Hildesheim. Gegründet wurde der Club am 1. März 1994. Aktuell nehmen drei Mannschaften am Ligabetrieb teil.

## Erfolge
Der Verein spielte im Zeitraum 2005 bis 2008 und 2015 bis 2016 in der Steeldart-Bundesliga Nord. Aktuell sind die Steeldarter in der zweitklassigen Niedersachsenliga vertreten. Der Thorny Roses DC wurde 2005, 2013 und 2015 Niedersachsenmeister und gewann zusätzlich 2006 den niedersächsischen Verbandspokal.